# Контуцци, Франческо
Франческо Паоло Контуцци (итал. Francesco Paolo Contuzzi) (9 октября 1855 — 1925, Рим) — итальянский юрист. Приват-доцент Неаполитанского университета, известный своими трудами по международному праву. Труды Контуцци до сих пор представляют некоторый интерес и переиздаются.
Отправной точкой исследований Контуцци служил общечеловеческий союз, с его интересами, а не частные и временные выгоды отдельных государств. Широко задуманные, труды Контуцци не отличаются тщательностью разработки и нередко страдают многословием. С 1894 Контуцци издавал (без сотрудников) журнал: «La Giurisprudenza Internazionale».

## Сочинения
Наиболее известные сочинения Контуцци:
- «Il diritto delle genti dell’umanitá» (Неаполь, 1880);
- «La istituzione dei consolati ed il diritto europeo nella sua in applicabilitá in Oriente» (Неаполь, 1885);
- «Trattato di diritto costituzionale» (Турин, 1895);
- «Diritto internazionale privato» (Милан, 2-е изд., 1911).